# مهدی‌خان (قروه)
مهدیخان (قروه)، روستایی از توابع بخش سریش‌آباد شهرستان قروه در استان کردستان ایران است. مردم روستای مهدی خان تُرک و کُرد هستند و به تُرکی و کُردی سخن می‌گویند. مذهب مردم شیعه و سنی است.

## جمعیت
این روستا در دهستان قصلان قرار دارد و براساس سرشماری مرکز آمار ایران در سال ۱۳۹۵، جمعیت آن ۱۶۵ نفر (۵۴خانوار) بوده‌است.